# The Saturday Morning TV
The Saturday Morning TV es un programa dedicado a la emisión de programación esencialmente dirigida al público infantil, en la que se incluían con preferencia series de animación, de acción y de superhéroes, de las cuales Hanna Barbera era la principal suministradora. The Saturday Morning TV se emitía los sábados por la mañana en el canal CBS de la televisión estadounidense iniciando su emisión en el año 1967 y su horario se extendía desde las nueve de la mañana hasta la una del mediodía.

## Programación , contenidos y horarios
El Programa se emitía de 9:00 de la mañana a 13:00 de la tarde.
- El estreno de Mighty Mightor coincidió en la cadena CBS coincidió con otro personaje de la factoría de Hanna-Barbera,  Moby Dick , serie que constaba tan sólo con 18 episodios.
- Emitiéndose conjuntamente ambas series, debido a que la serie de Mighty Mightor contaba con el doble de capítulos, (36 en total ), se retransmitían dos episodios de Mighty Mightor, por cada uno de los del cetáceo blanco.
- La franja horaria en la que se emitían ambas series era de 11 a 11:30 de la mañana.
- Fue en 1968 que en el programa The Saturday Morning TV de la CBS, las series de Mighty Mightor y de Moby Dick, fueron cambiadas de horario y traspasadas 13:00 a 13:30 del mediodía.[3]

- Referencia de un modelo básico de la programación en los tiempos en los que se emitían los episodios de Mighty Mightor, quedando patente las series y personajes que compartieron espacio con el Héroe prehistórico

9:00 Frankenstein Jr. y Los Imposibles
9:30 Los Herculoides
10:00 Shazzan
10:30 El Fantasma del Espacio
11:00 Moby Dick
11:08 Migthy Mightor
11:30 Aquaman
12:30 Jonny Quest
En 1968 The Saturday Morning TV, cambió sus horarios y sus series, traladando a Mighty Mightor a otra franja horaria. Estas son las series y sus horarios:
8:00 Go-Go Gophers
8:30 Bugs Bunny y el Correcaminos
9:30 Los Autos Locos
10:00 Los Archies
10:30 Batman - La Hora de la Aventura de Supermán
11:30 Los Herculoides
12:00 Shazzan
12:30 Jonny Quest
13:00 Migthy Mightor -Moby Dick- Mighty Mightor
13:30 El Llanero Solitario.